# Cerodontha flavocingulata
Cerodontha flavocingulata este o specie de muște din genul Cerodontha, familia Agromyzidae. A fost descrisă pentru prima dată de Gabriel Strobl în anul 1909. Conform Catalogue of Life specia Cerodontha flavocingulata nu are subspecii cunoscute.